# Mästertjuven (1915)
Mästertjuven är en svensk dramafilm från 1915 i regi av Mauritz Stiller. 

## Om filmen
Filmen premiärvisades 12 september 1915 på Paladsteatret i Kristiania. Filmen spelades in vid Svenska Biografteaterns ateljé på Lidingö med exteriörer från Hotellet och järnvägsstationen i Saltsjöbaden samt olika villor på Lidingö av Hugo Edlund. Filmen hade i en nyckelscen en skuggeffekt reproducerad på en stillbild som måste anses som för sin tid mycket avancerad från bildberättarsynpunkt. 

## Rollista (i urval)
- Egil Eide – Ernest Wilson, mästertjuv
- John Ekman – Gordon, ingenjör
- Olof Sture Wikman – Bergendahl, grosshandlare
- Lili Bech – Therese, hans hustru
- Wanda Rothgardt – Margot, deras dotter
- Jenny Tschernichin-Larsson – Mary, familjen Gordons trotjänarinna
- Frangs Wåhlin – Albert, familjen Gordons kamrer
- Nils J. Ahlgren – Polismästare
- Carl Apoloff – Poliskonstapel
- Julius Hälsig – Poliskonstapel
- Knulm Hot – Småtjuv